# 옥시링쿠스 복음서
옥시링쿠스 복음서들은 일부만이 남아 있는 복음서 문서들이며, 대영 박물관 분류에 의하면 840번과 1224번 문서에 들어 있는 문서들을 의미한다. 이들이 옥시링쿠스에서 발견되었기 때문에 이같은 이름이 붙었다. 초대 정경이 아닌 복음에 대한 중요한 자료이다. 현재 보들리 도서관에 보관되어 있다.

## 옥시링쿠스 840
옥시링쿠스 840은 1905년이 발견되었다. 작은 벨룽 양피지 양면에 작고 깔끔한 글씨체로 된 45줄의 글이 있다. 이 문서는 글쓰체로 보아서  4세기경의 것으로 추정된다. 모양은 대각선이 10센티미터 정도 되는, 거의 정사각형 모양이다. 아마도 책이나 코덱스의 일부로 여겨진다. 내용은 200년 이전으로 올라갈 수 있다. 

## 옥시링쿠스 1224
옥시링쿠스 1224는 파피루스 두 조각으로 되어 있으며, 3세기 말이나 4세기 초쯤의 것으로 추정된다. 6개의 문장으로 되어 있고, 한 조각에 있는 것은 마태오 복음서 2장 15절과 루가 복음서 11장 23절과 비슷한 내용이나, 자세한 부분이 다른 것으로 보아 다른 복음서의 일부로 추정된다. 내용의 시기는 잘 알 수 없으나 50년쯤일 수도 있다.

## 같이 보기
- 복음서 목록